# 나는 테러리스트를 사랑했다
나는 테러리스트를 사랑했다(Dil Se.., From The Heart)는 인도에서 제작된 마니 라트남 감독의 1998년 드라마, 멜로/로맨스, 뮤지컬 영화이다. 샤룩 칸 등이 주연으로 출연하였고 마니 라트남 등이 제작에 참여하였다.
이 영화는 에라 뉴 호라이즌스 영화제와 헬싱키 국제 영화제에서 상영되었다.

## 출연

### 주연
- 샤룩 칸
- 마니샤 코이랄라

### 조연
- 쁘리티 진따
- 피유시 미쉬라
- 산제이 미쉬라
- 아런다티 라오
- 조라 세갈
- 미타 바시슈트
- 라구비르 야다브

## 제작진
- 미술: 사미르 챈다